# Erannis aurantiaria
Erannis aurantiaria là một loài bướm đêm trong họ Geometridae.